# Teredinidae
Tarets
Famille
Taxons de rang inférieur
- Voir le texte

Les Teredinidae (les tarets) sont une famille de mollusques bivalves (lamellibranches) à corps très allongé, vermiforme, qui s’attaquent au bois immergé dans l’eau de mer ou l’eau saumâtre. Quelques espèces de tarets vivent également en eau douce. Leur apparence très particulière fait que leur appartenance aux mollusques n’est pas évidente, et les marins les désignent généralement sous le nom de « vers », appellation que l'on retrouve en anglais (shipworm) et en allemand (Schiffsbohrwurm) notamment. Notons par exemple cette définition : « ver(s) des mers chaudes qui attaque(nt) le bois des coques ».
Il en existe une espèce géante Kuphus polythalamia, atteignant plus d'un mètre de long et 6 cm de diamètre, qui vit dans le sédiment. Elle ne se nourrit pas de bois mort, elle est d'ailleurs dépourvue d'intestin, mais de sulfure d'hydrogène, via une symbiose avec des bactéries.

## Morphologie

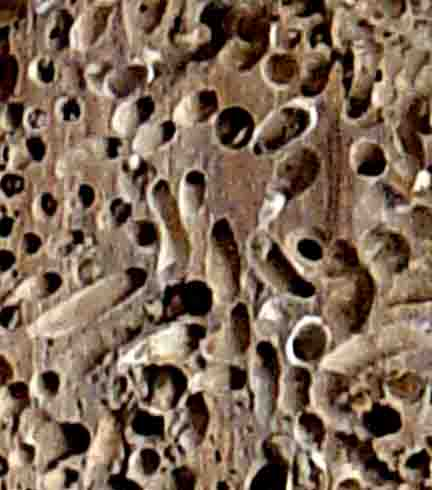
Perforations et galeries creusées dans le bois par Teredo navalis.

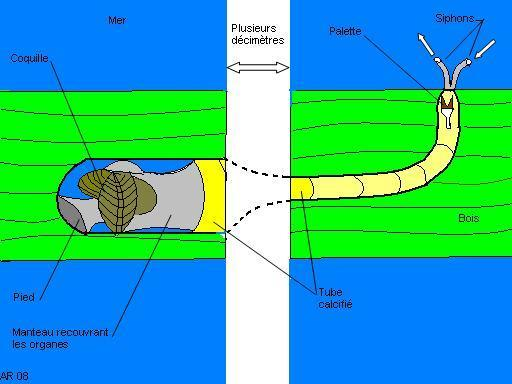
Disposition d'un taret dans une pièce de bois.

Le corps, très allongé, atteint une longueur de plusieurs décimètres (60 cm, pour un diamètre de 1 cm environ, pour l’espèce Teredo navalis). Il est logé dans une galerie cylindrique, creusée dans le bois et doublée, hormis à son extrémité antérieure, d’une paroi calcifiée sécrétée par le manteau de l’animal. Ce tube calcifié s’ouvre sur l’eau environnante au point où la larve s’est initialement fixée, par un orifice, généralement très discret, qui permet la sortie de deux siphons, l’un, ventral, inhalant, et l’autre, dorsal, exhalant. Ces deux siphons sont rétractiles et l’orifice du tube peut être obturé par deux plaques spéciales appelées « palettes », dont la forme, caractéristique de chaque espèce, est très utile pour leur identification.
La coquille, petite, est  équivalve (deux valves de mêmes dimensions), plus haute que longue. Sa hauteur est légèrement inférieure au diamètre de la galerie, soit généralement inférieure à 1 cm. Elle est située à l’avant du corps mais, à cause de ses faibles dimensions, elle n’a plus de fonction protectrice : celle-ci revient au bois de la galerie et à son revêtement calcifié. Chaque valve présente extérieurement trois lobes, antérieur, médian et postérieur (aussi appelés « auricules »). La surface du lobe antérieur et de la moitié antérieure du lobe médian est garnie de crêtes parallèles pourvues de fins denticules. Le lobe postérieur sert d’insertion à un puissant muscle adducteur postérieur auquel correspond un faible muscle adducteur antérieur, antagoniste, situé en avant du crochet. Les deux valves peuvent pivoter autour d’un axe dorso-ventral déterminé par deux paires de condyles opposés. Du côté dorsal la face interne des valves porte, au-dessous de la charnière, une longue apophyse qui sert d’insertion aux muscles du pied. Celui-ci, en forme de ventouse, fait saillie à l’avant de la coquille, largement baillante, et s’applique contre le fond de la galerie.

## Particularités anatomiques

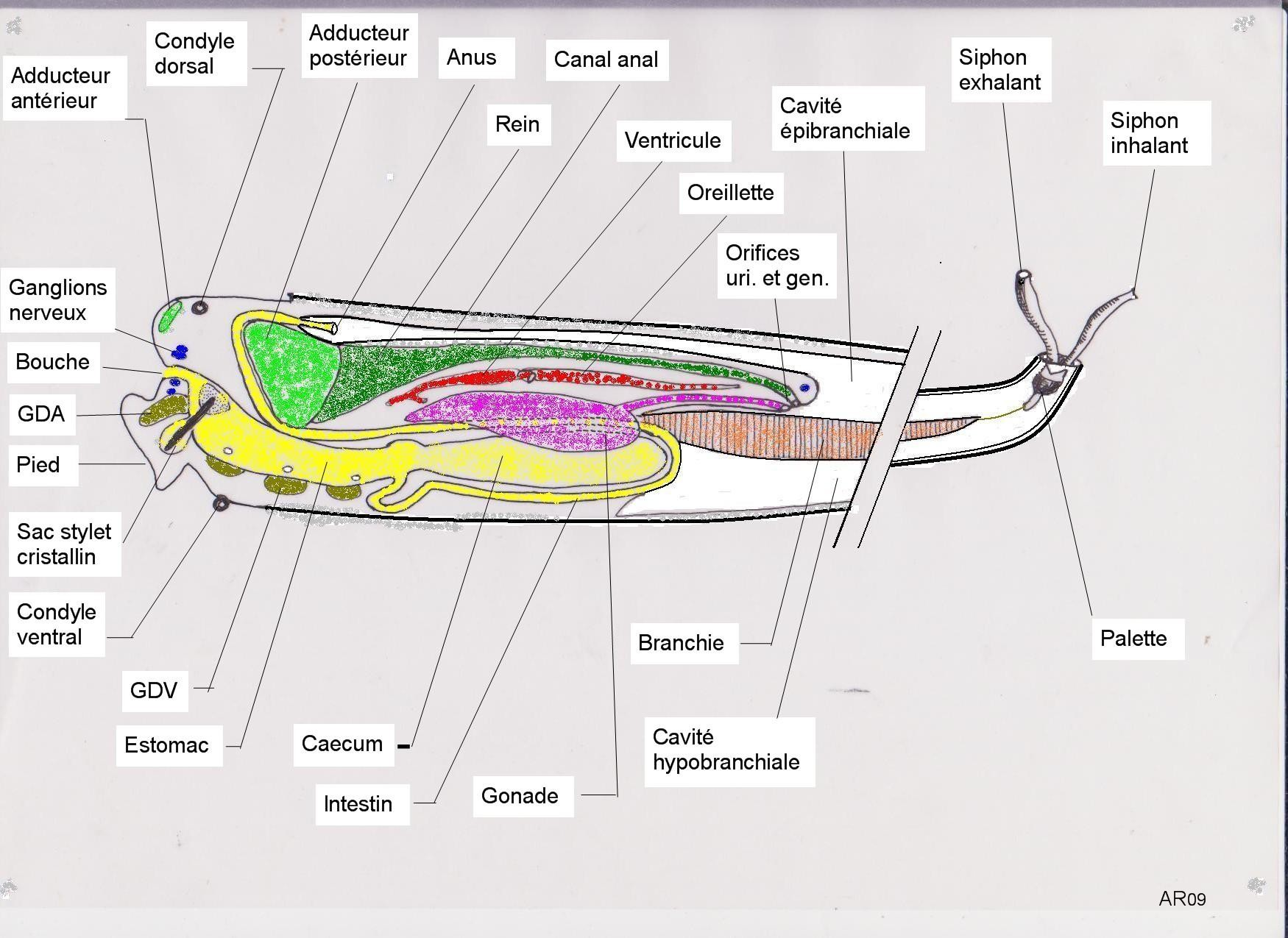
Disposition des principaux organes d'un taret. GDA, partie antérieure de la glande digestive ; GDV, parties ventrales de la glande digestive, leurs orifices sont figurés dans l'estomac ; Orifices uri. et gen., orifices urinaires(rénaux) et génitaux ; le ventricule gauche est sectionné près de sa base, les ganglions nerveux sont figurés en bleu. La distance entre les palettes et le pied représente plusieurs dizaines de fois le diamètre de l'animal.

L’anatomie des tarets révèle les organes typiques d’un mollusque bivalve, mais dotés de particularités dimensionnelles ou positionnelles en relation avec l’étroitesse et la longueur de l’espace occupé. D’autre part, certaines structures n’ont leur équivalent dans aucun autre groupe de bivalves.
1. Les branchies sont divisées en deux parties, l’antérieure de petite taille, la postérieure très développée. Elles sont reliées par le sillon alimentaire qui court sur le côté de la masse viscérale.
2. L’ensemble cœur-reins subit un basculement qui amène les reins en position dorsale par rapport au cœur dont les oreillettes passent derrière le ventricule. Par ailleurs l’aorte antérieure et l’aorte postérieure deviennent respectivement postérieure et antérieure.
3. L’anus s’ouvre à l’extrémité d’un long tube anal.
4. La glande digestive est divisée en plusieurs parties possédant des orifices séparés dans l’estomac.
5. À l’estomac est annexé un vaste cæcum.
6. Le tube digestif comporte une annexe très particulière, les glandes de Deshayes, homologues probables de glandes salivaires[5], qui débouchent dans l’œsophage et s’étendent jusqu’à la face dorsale de la partie postérieure des branchies.
7. L’orifice de la galerie est muni des palettes munies d’une musculature propre.
8. Les muscles rétracteurs des siphons s’insèrent sur le revêtement calcaire de la galerie et non sur les valves de la coquille qui en sont très éloignées.
9. Les muscles adducteurs antérieurs et postérieurs ont une action antagoniste.

Normalement le corps du taret occupe toute la longueur de la galerie mais la région antérieure peut se rétracter légèrement par rapport à l’extrémité de cette dernière. Si on ne tient pas compte des branchies, les viscères ne représentent que le quart environ de la longueur totale et seule leur partie antérieure est partiellement recouverte par la coquille,.

## Creusement de la galerie
La coquille qui a perdu sa fonction de protection du corps est devenue l’organe de creusement mécanique de la galerie : les tarets sont des organismes térébrants. L’action de succion du pied, la contraction de ses muscles rétracteurs ainsi que le gonflement de la région antérieure du corps appliquent la coquille contre le bois. La contraction alternée des deux muscles adducteurs, l’antérieur et le postérieur, provoque le basculement des valves autour de l’axe dorso-ventral constitué par les condyles, ceci provoque le frottement contre le bois des denticules de la coquille qui agit comme une râpe. La partie antérieure du corps de l’animal est par ailleurs susceptible de tourner sur elle-même, vers la gauche et vers la droite, ce qui permet de donner une section parfaitement circulaire à la galerie. Le creusement de la galerie s’accompagnerait de la fermeture de l’orifice postérieur grâce aux palettes.

## Sexualité et reproduction
La glande génitale, potentiellement hermaphrodite, fonctionne d’abord comme mâle (hermaphrodisme protandrique) chez plusieurs espèces comme Nototeredo norvagica, Teredo navalis, Bankia setacea, Lyrodus pedicellatus. Un hermaphrodisme fonctionnel peut s’observer temporairement chez les trois dernières espèces, il est suivi de la phase femelle.
Mâles et femelles peuvent émettre leurs gamètes dans l’eau de mer ambiante, où se produit alors la fécondation (Bankia setacea, Bankia indica, Nototeredo norvagica). Dans d’autres espèces, seuls les spermatozoïdes sont expulsés dans le siphon inhalant des femelles et parviennent ainsi dans la cavité épibranchiale où se produit la fécondation. Cette dernière modalité est de rigueur chez les espèces qui incubent plus ou moins longuement leurs œufs à la surface des branchies (Teredo norvegica, Lyrodus pedicellatus). L’introduction du siphon exhalant d’un mâle dans le siphon inhalant d’un autre individu femelle, ce qui permettrait l’introduction massive des spermatozoïdes dans sa cavité branchiale, a été observé chez Bankia gouldi.
Le nombre des œufs pondus est généralement extrêmement élevé : on cite le chiffre de 100 millions chez Psiloteredo megotara. Les larves (véligères) vivent librement dans le plancton pendant environ 2 à 4 semaines (20 jours chez Teredo navalis, durée toujours variable en fonction de la température, et de la nourriture disponible). Chez Lyrodus pedicellatus les larves sont émises à l’état de pédivéligères, elles sont aptes à se fixer sur le bois en 36 heures, voire de manière pratiquement immédiate.

## Nutrition
La nutrition des tarets est une question complexe et dont les différents aspects sont sujets à controverse. Ces Mollusques disposent de deux sources de nourriture principales :
1. Le plancton et les particules organiques en suspension dans l’eau.
2. Le bois provenant du forage du tunnel. Ce sont d’authentiques xylophages (mangeurs de bois)

Les premiers éléments, aspirés par le courant inhalant, sont capturés par les branchies et conduits vers les palpes labiaux puis la bouche par un sillon alimentaire cilié. Leur digestion, intracellulaire, se réalise dans les tubes « ordinaires », c'est-à-dire semblables à ceux des autres Bivalves, de la glande digestive.
Le bois est réduit à l’état de fragments. Les plus grossiers d’entre eux sont conduits par des gouttières ciliées de la face ventrale du manteau jusqu’à la cavité infra branchiale et expulsés par le siphon inhalant (pseudofèces) grâce à des contractions de la cavité palléale. Les particules les plus fines sont dirigées vers la bouche. Elles seraient d’abord attaquées, dans l’estomac et le cæcum, par les enzymes (cellulases) sécrétées par les bactéries symbiotiques logées dans les cellules de la glande de Deshayes. Elles gagneraient ensuite les tubes spéciaux des glandes digestives où leur dégradation en sucres se termine à l’intérieur de cellules particulières. Ces sucres sont mis en réserve sous forme de glycogène dans d’autres cellules des tubes spéciaux.
Ces deux modes d’alimentation sont séparés dans le temps. Le forage du tunnel exige en effet une augmentation de la pression hydrostatique à l’intérieur de la cavité palléale et d’organes comme le pied, ce qui ne peut se réaliser si les siphons sont rétractés et le tube fermé par les palettes, dont le rôle ne se limite donc pas à la protection de l’entrée de la galerie.
La part de plancton et du bois dans l’alimentation varie probablement selon les espèces et aussi les saisons de l’année.
L’information à propos des bactéries symbiotiques de la glande de Deshayes a été considérablement améliorée au cours des dernières décennies. Les recherches ont permis de mettre en évidence leur rôle dans la dégradation du bois et aussi dans la fixation de l’azote qui permet aux tarets de compenser, autrement que par la capture du plancton, la pauvreté du bois en acides aminés,. En liaison probablement avec le fait qu’ils consomment leur propre habitat qui prend donc un caractère temporaire, les tarets présentent un certain nombre d’adaptations comme une croissance rapide, une maturation précoce des gonades et une fécondité élevée.
L'espèce Lithorido abatanica ne se nourrit pas de bois mais exclusivement de planctons, étant donné qu'elle creuse sa galerie dans la pierre.

## Dégâts
En creusant de longues et nombreuses galeries, les tarets diminuent la résistance des pièces de bois qu’ils colonisent et finissent même par les détruire complètement. Ils occasionnent donc des dégâts considérables aux constructions en bois, simples ou complexes, soumises au contact prolongé avec l’eau de mer.
Dès l’Antiquité les hommes enduisent de goudron les coques de leurs navires, ce qui améliore leur étanchéité mais limite aussi l’attaque du bois par des organismes divers, dont les tarets.
La marine en bois des temps plus récents, notamment celle qui fréquentait les zones tropicales, eut beaucoup à souffrir des ravages de ces animaux. Citons Christophe Colomb :

« Le jour de l’Epiphanie, j’arrivai à Veragua hors d’haleine. Là, il plut à Notre Seigneur de m’accorder un fleuve et un port sûrs, bien qu’à l’entrée ils n’eussent pas plus de dix empans de fond… En janvier, l’embouchure du fleuve se trouva fermée. En avril, les navires étaient tout dévorés par les tarets et ils ne pouvaient plus se soutenir sur l’eau… Je partis, au nom de la Sainte Trinité, la nuit de Pâques, avec des navires pourris, rongés par les tarets et tout percés de trous… Au bout de six jours, le calme étant revenu, je repris mon chemin, mais déjà dépouillé de tout gréement, les navires plus percés par les tarets que ne le sont les rayons de miel, et les hommes au comble de l’abattement et du désespoir… Quant à ce mal des tarets, il ne connaît nul remède. »

Et Jean de Léry :

« Pendant ce temps, les mariniers et le charpentier étaient sous le tillac et recherchaient les trous et les fentes par où cette eau entrait et nous assaillait si fort. Ils firent tant qu’avec du lard, du plomb, des draps et autres choses qu’on n’était pas chiche de leur bailler, ils étoupèrent les plus dangereux. Si bien que, quand le besoin s’en fit sentir, car nous n’en pouvions plus, nous avons pu nous relâcher un peu de notre travail. Toutefois, après que le charpentier eut bien visité ce vaisseau, il dit qu’il était trop vieux et tout rongé de vers et ne valait rien pour faire le voyage que nous entreprenions. »

En 1519, Hernán Cortés « persuada les pilotes de faire un rapport, où ils déclareraient que les navires ancrés à Vera Cruz avaient subi de fortes avaries par suite de violents coups de vent, et que les vers avaient tellement rongé leurs flancs et leurs carènes, que la plupart étaient hors d’état de soutenir la mer, quelques-uns même de rester à flot », ceci afin d’en tirer prétexte pour les désarmer et échouer, et éviter ainsi la désertion de certains de ses hommes.
En 1731 les tarets ont ravagé les structures en bois destinées à protéger les digues en terre contre les assauts de la mer en Hollande. Des relations copieuses de cet évènement sont actuellement disponibles sur le Net dont celle, en français, de Pierre Massuet (1733), intitulée Recherches interessantes sur l'origine, la formation, le développement, la structure, etc. des diverses espèces de vers à tuyau, qui infestent les vaisseaux, les digues, etc. de quelques-unes des Provinces-Unies. On y a joint les procès-verbaux qui ont été dressés par les inspecteurs des digues, au sujet du dommage causé par ces vers. Avec leurs différentes figures en taille-douce, gravées d'après nature. On peut aussi consulter sur le même sujet les Observations sur l'origine, la constitution et la nature des vers-de-mer qui percent les vaisseaux, les piliers , les jetées et les estacades de J. Rousset de Missy.
Protégés contre les prédateurs, la dessiccation et les variations de salinité par le bois qui entoure leurs galeries et grâce à la possibilité qu’ils ont de fermer l’orifice de leur tube, les tarets sont difficiles à éliminer, soit par la mise au sec des bateaux, soit par leur mouillage en eau douce, traitements auxquels ils résistent plusieurs jours, voire plusieurs semaines.
C’est donc aux mesures préventives qu’il convient de recourir pour éviter les dégâts qu’ils sont susceptibles de provoquer.
Les grands navires en bois furent protégés grâce au revêtement de leur carène par des clous à large tête ou par des plaques en cuivre. À l’heure actuelle, les peintures antisalissure dites antifouling, à condition d’être parfaitement continues, suffisent généralement à interdire l’entrée des tarets.
De nos jours les principaux dégâts des tarets concernent les structures portuaires (pilotis et constructions diverses en bois immergées),, ainsi que les supports (bouchots), clôtures et éléments de balisage des concessions conchylicoles. Dans ces domaines il est possible de recourir à des bois exotiques comme l’azobé (Lophira alata) en provenance du Cameroun principalement, mais, outre que cette essence est en fait assez facilement attaquée par les tarets, elle est menacée par la surexploitation, et son usage doit donc être limité, voire banni. En mytiliculture l'utilisation de l'angelim vermelho (Dinizia excelsa) provenant du Brésil semble se répandre.
Les bois peuvent être imprégnés de biocides comme le coaltar (créosote) ou le chrome arsénate de cuivre qui sont dangereux pour l’environnement et incompatibles avec les cultures marines. Il semble qu’aux États-Unis on ait beaucoup recours à l’enrobage des éléments en bois dans un film de polyvinyle ou par du polyester armé de fibres de verre, techniques qui sont par de nombreux aspects beaucoup plus respectueuses de l’environnement. On a également suggéré de combattre les tarets en s’attaquant aux bactéries symbiotiques qu’ils hébergent.
La progression de Teredo navalis en Baltique constitue une préoccupation concernant la protection des très nombreuses épaves en bois qu’elle contient. Les deux remèdes auxquels on peut avoir recours sont leur enfouissement dans le sédiment ou leur enveloppement dans des nappes de géotextile.

## Taxonomie

### Liste des genres
Selon World Register of Marine Species (20 avril 2021) :
- genre Bactronophorus Tapparone Canefri, 1877
- genre Bankia Gray, 1842
- genre Dicyathifer Iredale, 1932
- genre Kuphus Guettard, 1770
- genre Lithoredo Shipway, Distel & Rosenberg, 2019
- genre Lyrodus Gould, 1870
- genre Nausitora E. P. Wright, 1864
- genre Neoteredo Bartsch, 1920
- genre Nivanteredo Velásquez & Shipway, 2018
- genre Nototeredo Bartsch, 1923
- genre Psiloteredo Bartsch, 1922
- genre Spathoteredo Moll, 1928
- genre Tamilokus Shipway, Distel & Rosenberg, 2019
- genre Teredo Linnaeus, 1758
- genre Teredora Bartsch, 1921
- genre Teredothyra Bartsch, 1921
- genre Uperotus Guettard, 1770
- genre Zachsia Habe, 1952

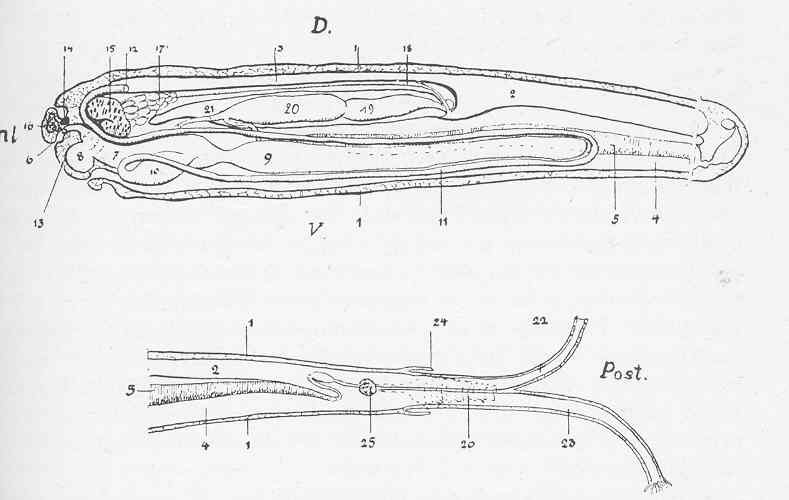
Bankia sp.
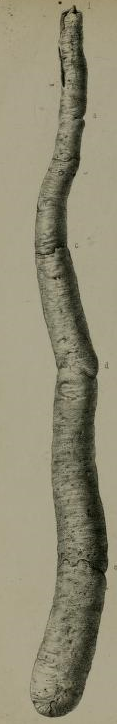
Kuphus polythalamia
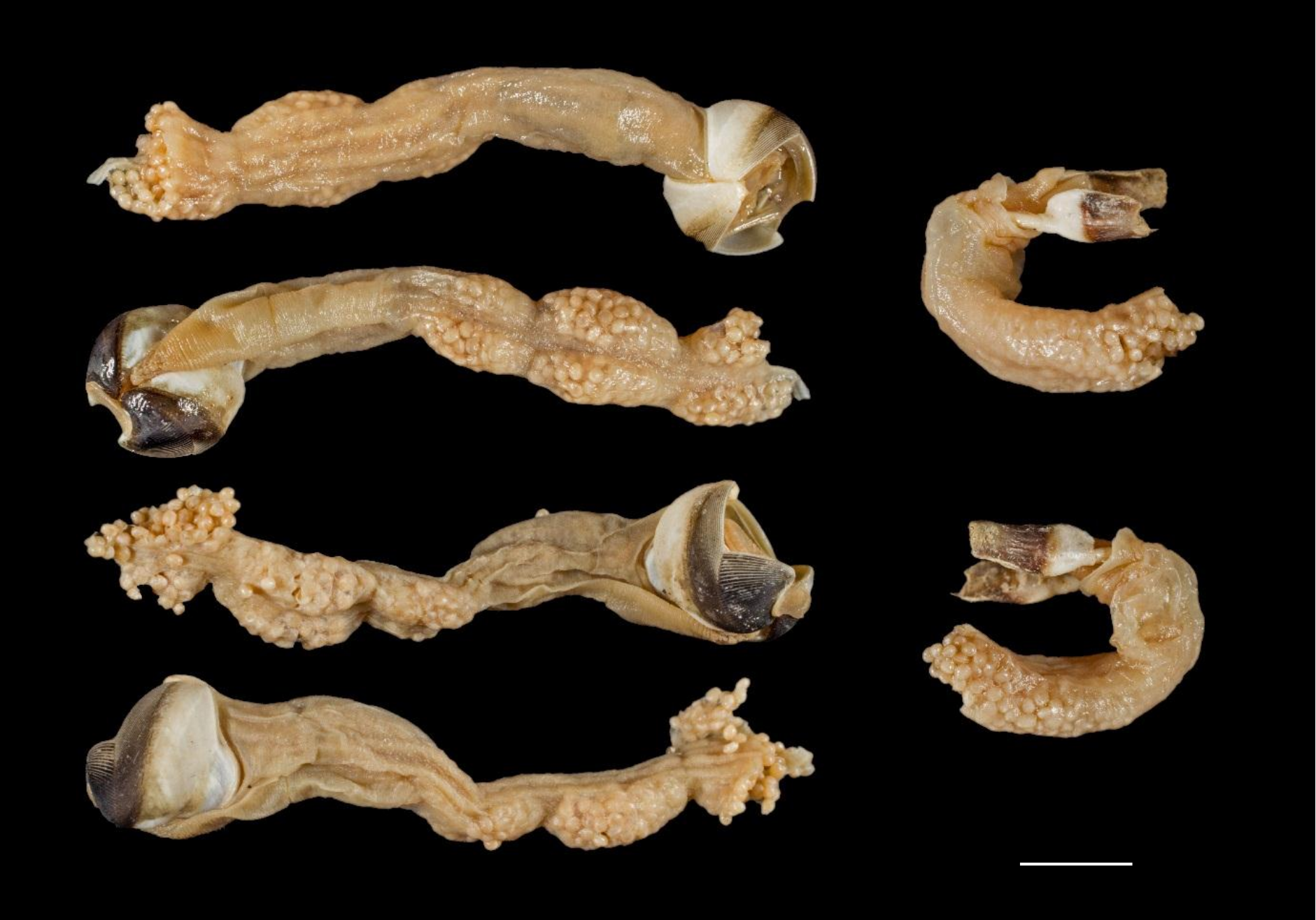
Lyrodus pedicellatus
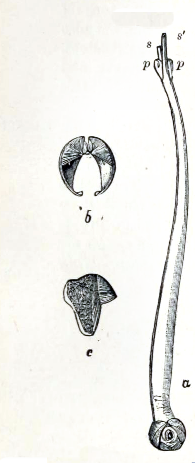
Nototeredo norvagica
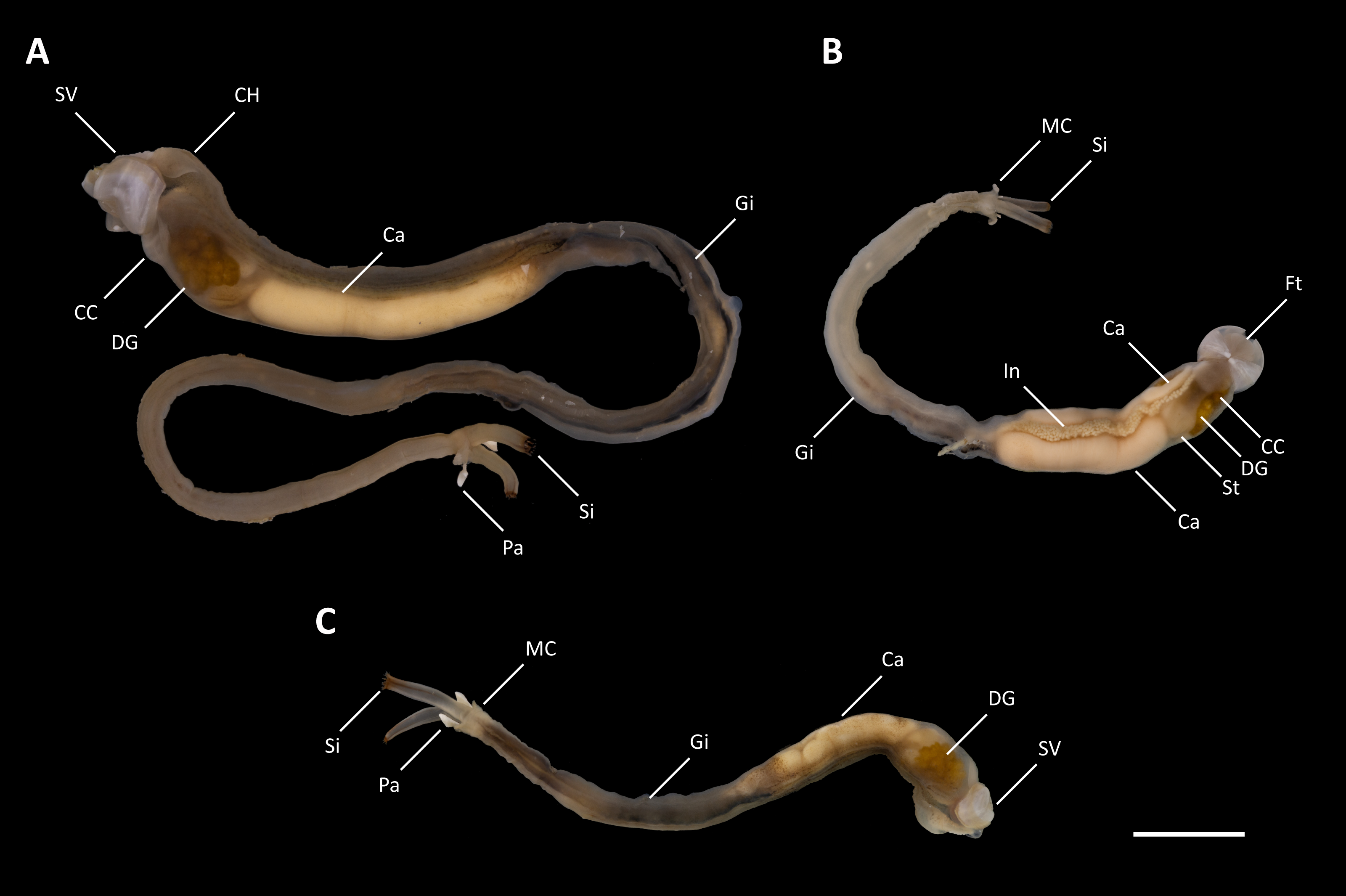
Tamilokus mabinia
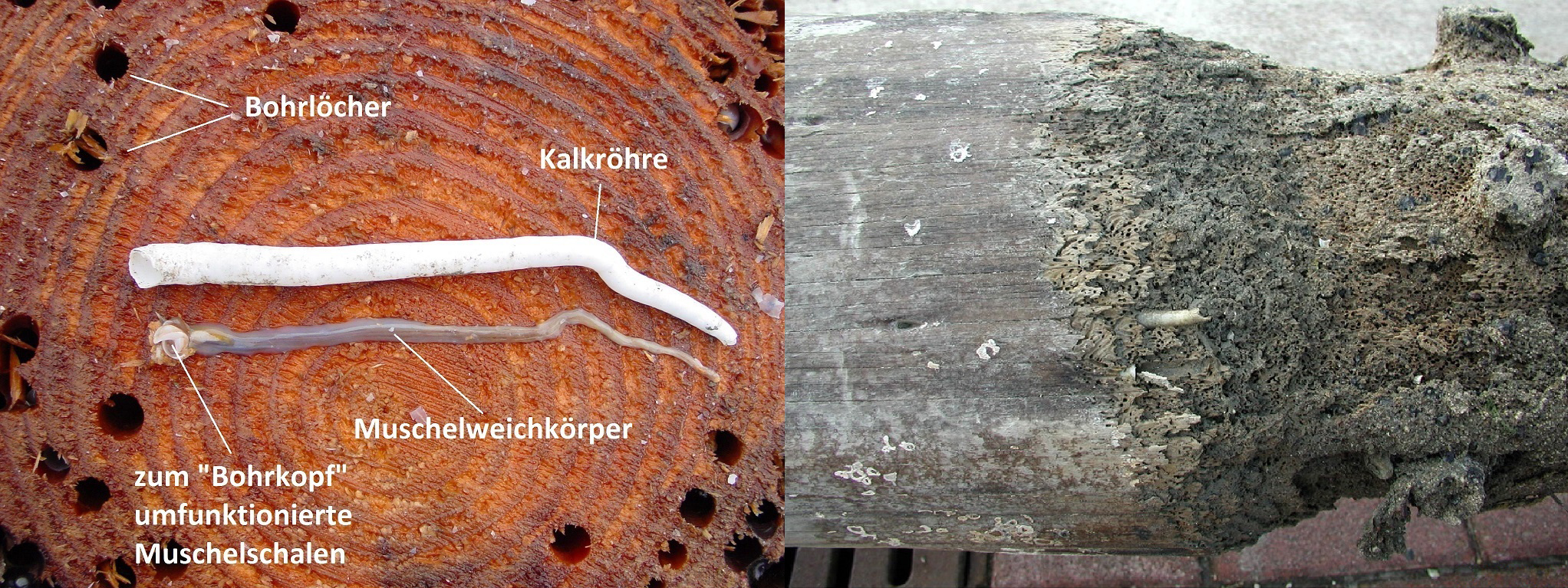
Teredo navalis

## Galerie

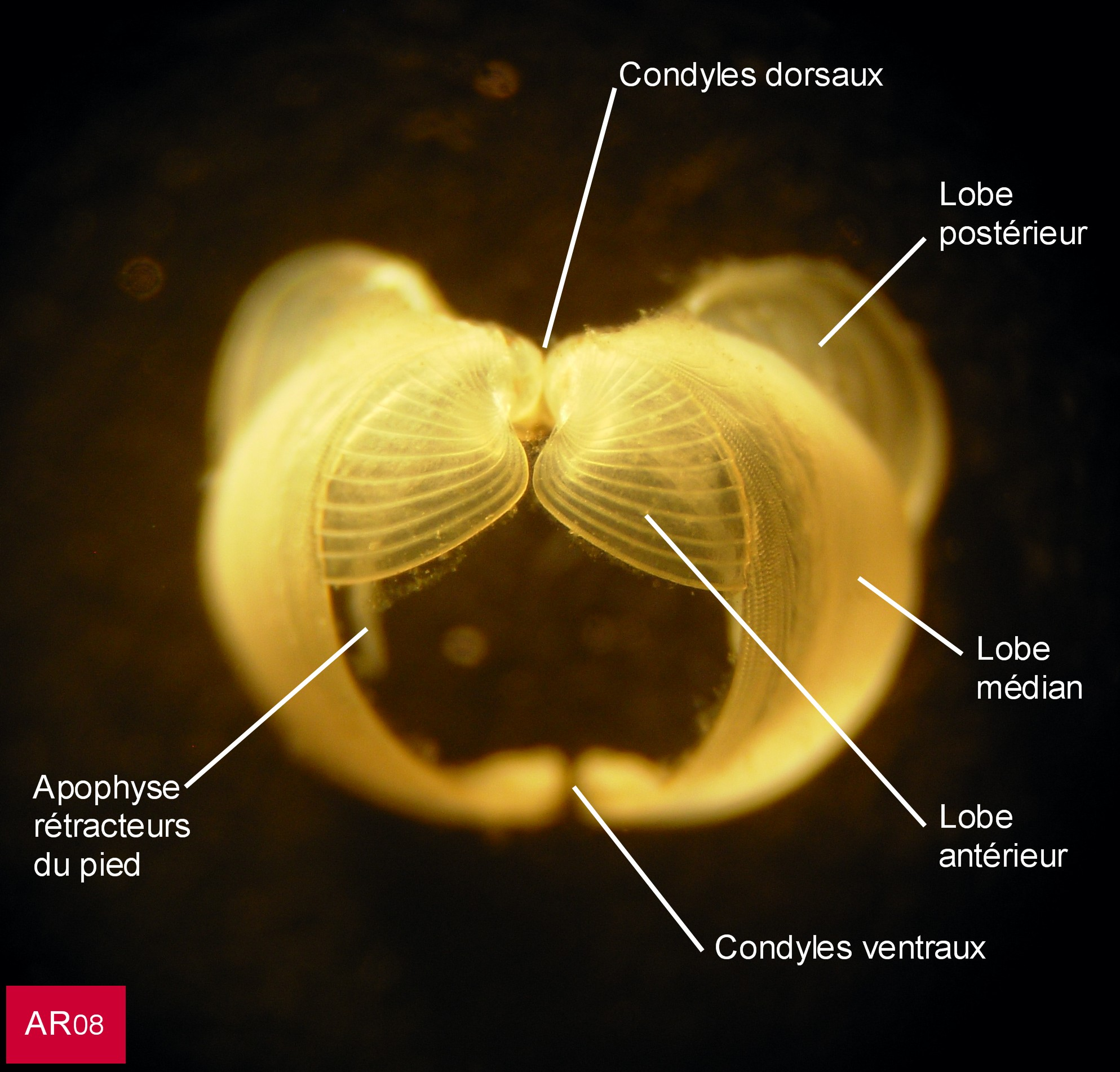
Taret (Lyrodus pedicellatus), les deux valves de la coquille, vues de face. La coquille bâille largement à l'avant (passage du pied) et à l'arrière (passage du manteau et de la masse viscérale). Les crêtes crénelées du lobe antérieur sont visibles. On remarque aussi l'articulation formée par les condyles dorsaux et ventraux.
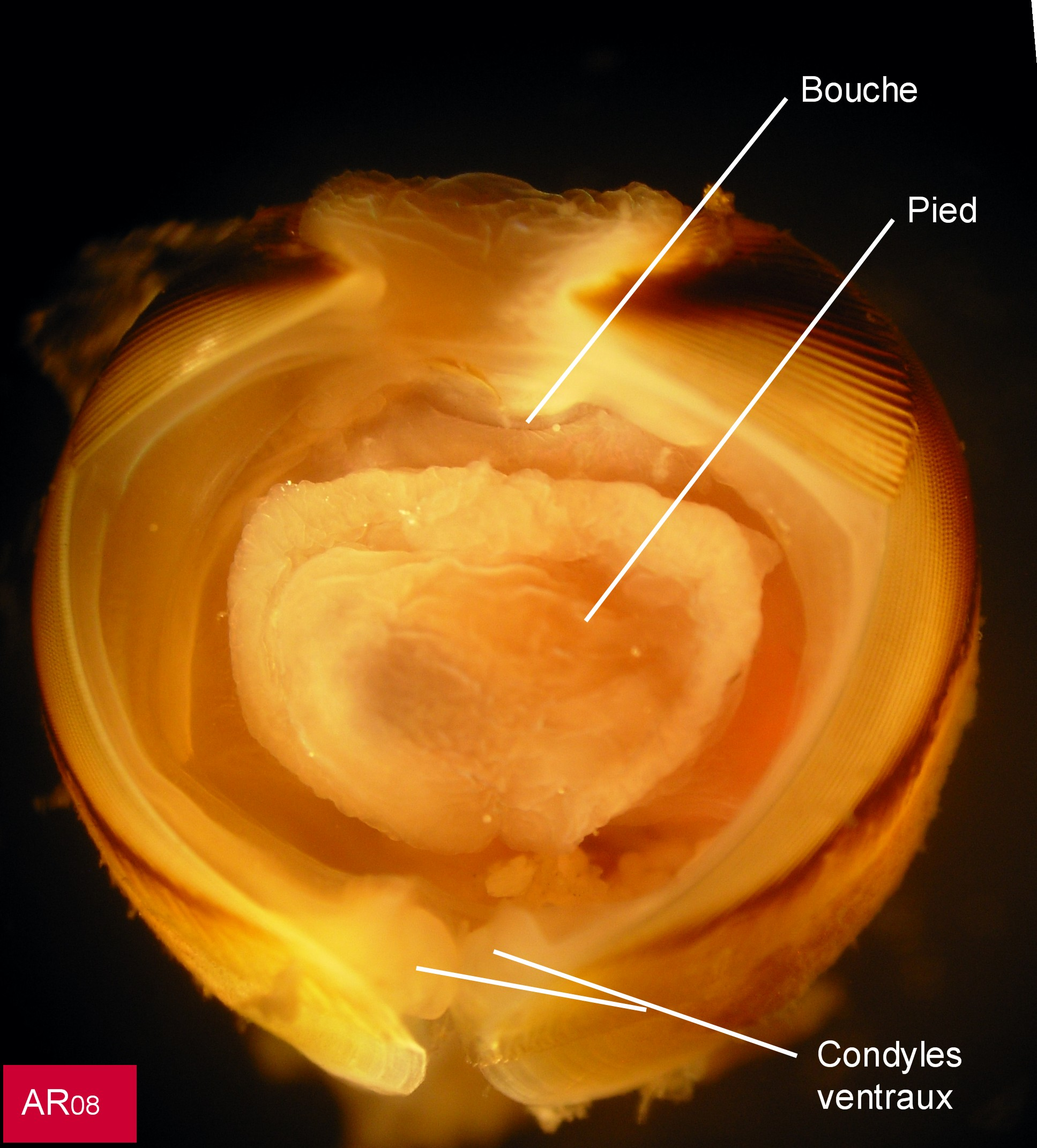
Taret (Lyrodus pedicellatus) : région antérieure vue de face, montrant la coquille, le pied et l'orifice buccal.
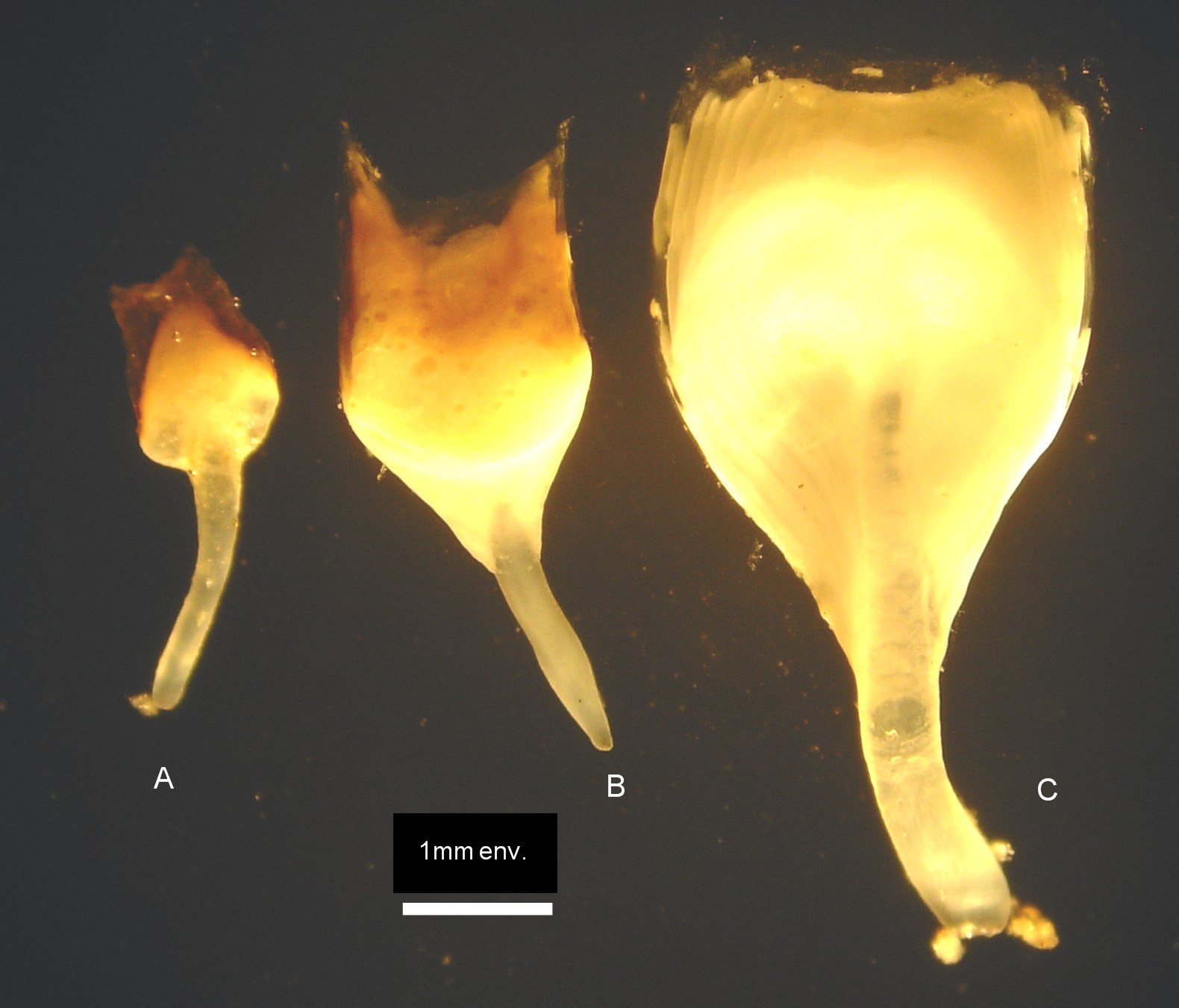
Palettes de tarets, face interne. A, Lyrodus pedicellatus ; B, Teredo navalis ; C, Nototeredo norvegica.
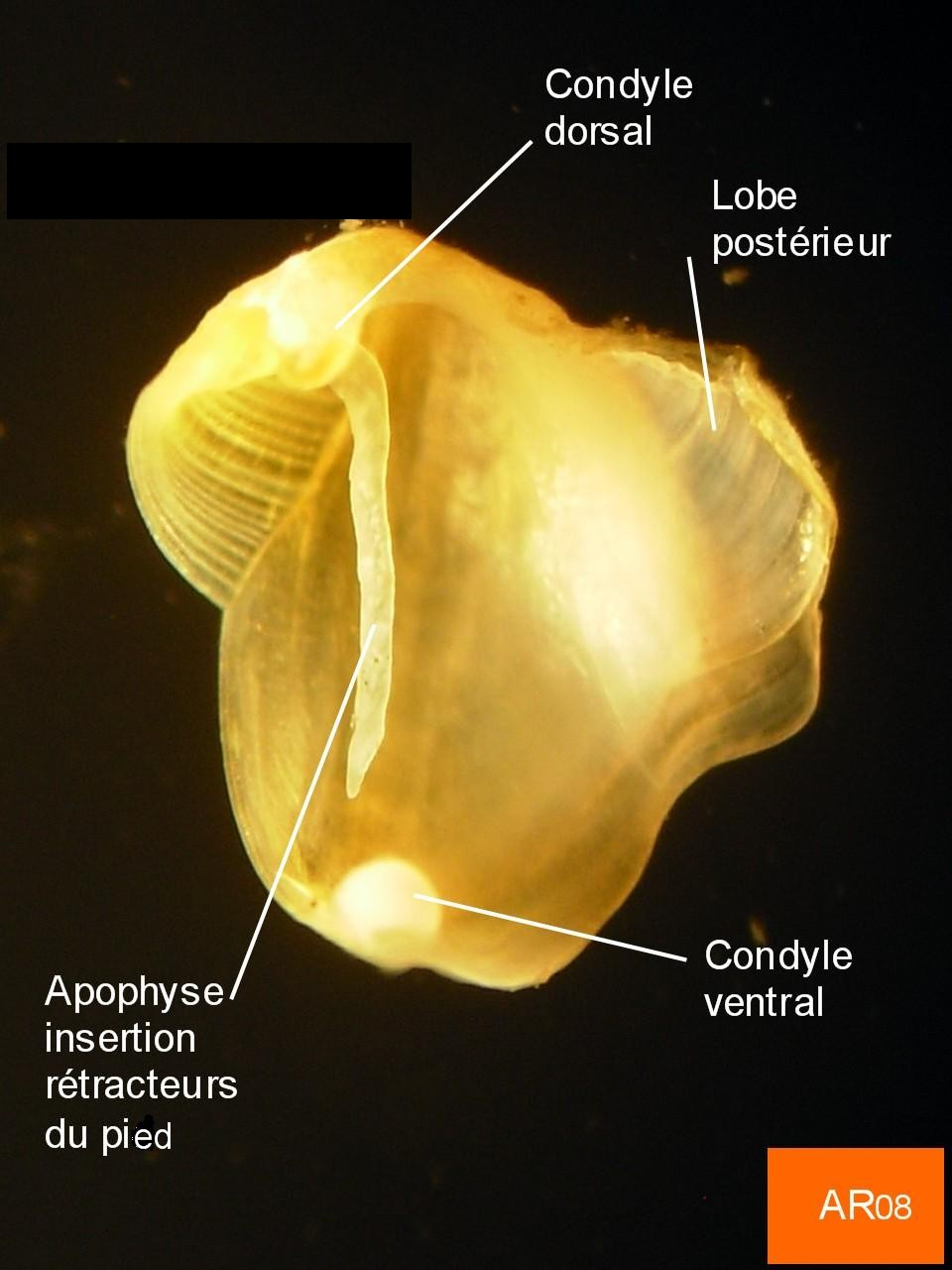
Taret (Lyrodus pedicellatus), valve droite, face interne.
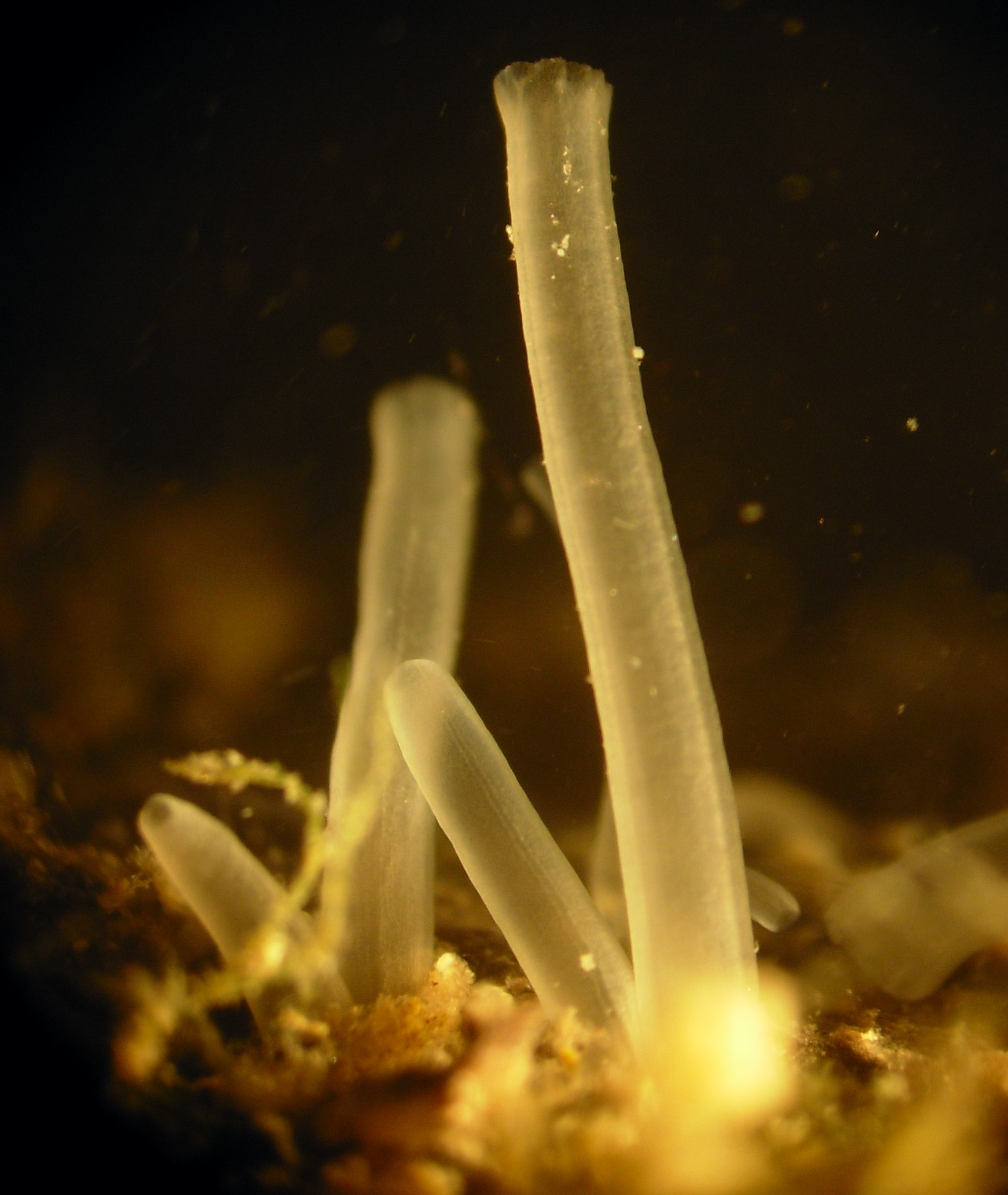
Siphons de Lyrodus pedicellatus. Le siphon inhalant est largement ouvert, le siphon exhalant partiellement clos.